# Favaro (La Spezia)
Il Favaro è un quartiere della città di La Spezia, spesso considerato una periferia del grande quartiere di Migliarina. Si divide in Favaro Basso, dove si trova l'edicola "da Bertagna", il bar "bonamini",un tabacchino e un alimentare, oltre le poste italiane e la farmacia, e Favaro Alto, dove hanno sede le zone residenziali più moderne, composte anche da un piccolo supermercato.